# Chionaema sanguinea
Chionaema sanguinea är en fjärilsart som beskrevs av Bremer och William Grey 1852. Chionaema sanguinea ingår i släktet Chionaema och familjen björnspinnare. Inga underarter finns listade i Catalogue of Life.